# Bixa Travesty
Bixa Travesty é um documentário brasileiro de 2018, sobre a cantora e ativista trans Linn da Quebrada. Escrito e dirigido por Claudia Priscilla e Kiko Goifman, o filme estreou no Festival Internacional de Cinema de Berlim,  em 18 de fevereiro, e recebeu o Teddy Award de melhor documentário LGBT. 

## Sinopse
O corpo político de Linn da Quebrada, cantora transexual negra, é a força motriz desse documentário que captura a sua esfera pública e privada, ambas marcadas não só por sua presença de palco inusitada, mas também por sua incessante luta pela desconstrução de estereótipos de gênero, classe e raça.

## Elenco
- Linn da Quebrada
- Jup do Bairro
- Liniker
- As Baías
- Raquel Virginia
- Assucena Assucena
- Thiago Felix
- Nu Abe
- Lilian dos Anjos
- Nicole Afonso Rueda
- John Halles
- Slim Soledad

## Premiações
| Ano  | Prêmio                                         | Categoria                                 | Resultado | Ref         |
| ---- | ---------------------------------------------- | ----------------------------------------- | --------- | ----------- |
| 2018 | Festival de Brasília                           | Prêmio Saruê de Menção honrosa do Júri    | Venceu    | [ 3 ]       |
| 2018 | Festival de Brasília                           | Melhor Filme pelo júri popular            | Venceu    | [ 3 ]       |
| 2018 | Festival de Brasília                           | Melhor Trilha Sonora                      | Venceu    | [ 3 ]       |
| 2018 | Festival Internacional de Cinema de Berlim     | Teddy Award de Melhor Documentário        | Venceu    | [ 4 ]       |
| 2018 | Festival Internacional de Cinema de Cartagena  | Melhor Direção                            | Venceu    | [ 5 ]       |
| 2018 | Lovers Film Festival Torino                    | Prêmio Gio Stajano                        | Venceu    | [ 6 ] [ 7 ] |
| 2018 | Festival Mix Brasil de Cultura da Diversidade  | Melhor Longa-Metragem Nacional, pelo júri | Venceu    | [ 8 ]       |
| 2018 | Festival Mix Milano                            | Menção Especial                           | Venceu    | [ 9 ]       |
| 2018 | NewFest: New York’s LGBTQ Film Festival        | Menção Especial                           | Venceu    | [ 6 ]       |
| 2018 | Festival Internacional de Cinema de Toronto    | Inovação - Inside Out                     | Venceu    | [ 6 ]       |
| 2018 | Mostra La Ploma Valencia                       | Melhor Filme                              | Venceu    | [ 6 ]       |
| 2018 | Mostra La Ploma Valencia                       | Premio da Audiência                       | Venceu    |             |
| 2018 | FIRE!! – Mostra Internacional de Cinema        | Premio da Audiência                       | Venceu    | [ 6 ]       |
| 2018 | DocumentaMadrid                                | Menção Especial do Juri                   | Venceu    | [ 6 ]       |
| 2018 | GAZE LGBT Film Festival                        | Melhor Documentário                       | Venceu    | [ 6 ]       |
| 2018 | Biarritz Festival Latin America                | Melhor Documentário                       | Venceu    | [ 6 ]       |
| 2018 | Luststreifen Film Festival                     | Melhor Documentário                       | Venceu    | [ 6 ]       |
| 2018 | Gender Bender Festival                         | Melhor Documentário                       | Venceu    | [ 6 ]       |
| 2018 | Cheries Paris LGBT FF                          | Melhor Documentário                       | Venceu    | [ 6 ]       |
| 2018 | The International Queer Film Festival Merlinka | Melhor Documentário                       | Venceu    | [ 6 ]       |
| 2018 | FrontDoc                                       | Menção Jurado                             | Venceu    | [ 6 ]       |
| 2019 | Poc Awards                                     | Manda Vídeo                               | Venceu    | [ 10 ]      |
| 2020 | Grande Prêmio do Cinema Brasileiro             | Melhor Trilha Sonora                      | Indicado  | [ 11 ]      |
| 2020 | Grande Prêmio do Cinema Brasileiro             | Melhor Longa-Metragem Documentário        | Indicado  | [ 11 ]      |
| 2020 | Grande Prêmio do Cinema Brasileiro             | Melhor Montagem Documentário              | Indicado  | [ 11 ]      |